# باشگاه فوتبال اتلتیکو تیگره
 باشگاه فوتبال اتلتیکو تیگره  (به اسپانیایی: Club Atlético Tigre) یک باشگاه فوتبال در شهر ویکتوریا، بوئنوس آیرس کشور آرژانتین می‌باشد که در لیگ برتر فوتبال آرژانتین بازی می‌کند.
این باشگاه در تاریخ ۳ آگوست ۱۹۰۲ تأسیس شده‌است.